# Maxine Esteban
Maxine Isabel Tiu Esteban, född 26 november 2000, är en filippinsk-ivoriansk fäktare som tävlar i florett.

## Karriär
Vid sydostasiatiska spelen 2017 i Kuala Lumpur tog Esteban brons i florett. Vid sydostasiatiska spelen 2019 i Manila tog hon brons i lagtävlingen i florett tillsammans med Samantha Catantan, Wilhelmina Lozada och Justine Gail Tinio. Vid sydostasiatiska spelen 2021 i Hanoi, som arrangerades 2022, tog Esteban silver i lagtävlingen i florett tillsammans med Samantha Catantan, Wilhelmina Lozada och Justine Gail Tinio.
I maj 2023 började Esteban tävla internationellt för Elfenbenskusten. Vid afrikanska mästerskapen 2023 i Kairo tog hon brons i florett. Vid afrikanska mästerskapen 2024 i Casablanca tog Esteban silver i florett efter en finalförlust mot egyptiska Yara El-Sharkawy. Vid olympiska sommarspelen 2024 i Paris blev hon utslagen i sextondelsfinalen i florett av franska Pauline Ranvier.
Vid afrikanska mästerskapen 2025 i Lagos tog Esteban silver i florett efter en finalförlust mot egyptiska Sara Amr Hossny.